# Автомагистрала А1 (Хърватия)
Автомагистрала А1 на Република Хърватия (на хърватски: Avtocesta A1, Dalmatinska autocesta или Jadranska autocesta; превод: Автомагистрала на Далмация или Автомагистрала на Адриатическо море) е транспортен коридор, който, когато бъде завършен, ще свързва столицата на Хърватия – Загреб с адриатическия историческо-културен и курортен град Дубровник. Към месец май 2015 г. са построени 480,7 км път, като общата дължина на магистралата ще е 550 км. Тя преминава покрай градовете Карловац, Задар, Шибеник и Сплит.
Първата отсечка от Загреб до Карловац е завършена през 70-те години на XX век. Понастоящем, пътят от Загреб до Сплит е с шест ленти в две платна, с изключение на двата тунела – Мала Капела и Свети Рок. Построена е отсечката от Сплит до Плоче, която е завършена през 2008 г. Използва се отсечката Загреб – село Въргорац.

## Перспектива
Има опция, автомагистралата да се свърже покрай адриатическото крайбрежие на Черна гора и Шкодра с паневропейски транспортен коридор 8, което неимоверно би улеснило сухопътната връзка и комуникация, както в района на Адриатика, така и в ЕС между Балканите със Западна Европа, страните от Пиренейския полуостров (Испания и Португалия) и Северна Италия.